# Mesterképzés
A mesterképzés (MSc) számos országban – így jelenleg Magyarországon is – a háromosztatú felsőoktatási képzés második képzési ciklusa. (Az első az alapképzés, a harmadik a doktori képzés.) 
Mesterképzésre a (legalább egy) megfelelő szakirányú alapképzést eredményesen befejezettek jelentkezhetnek. A tanulmányi követelmények sikeres teljesítése esetén mesterfokozat (magister, master) és szakképzettség szerezhető, melyet a mesterdiploma igazol. A mesterdiploma (a megfelelő alapdiplomával együtt) felel meg a Magyarországon és más országokban létezett, illetve létező osztatlan (ill. ötéves) képzettségi szintnek.
Magyarországon háromféle mesterfokozat létezik: Master of Arts (MA, latinul Magister artium); Master of Sciences (MSc, latinul Magister scientiæ) és az osztatlan tanárképzés 2012-es bevezetése óta a Master of Education (MEd, latinul Magister Educationis). Valószínűleg ezek a legelterjedtebbek az egész világon, de sok országban, illetve egyetemen számos más mesterfokozat is elnyerhető. Ilyenek pl.: MSt (Master of Studies), MEng (Master of Engineering), MMath (Master of Mathematics) stb.

## Eredete
A mesterfokozat egy 1233-as pápai bullából eredetezhető, mely elrendelte, hogy bárki, aki a Toulouse-i egyetemen oktathat, ugyanezzel a joggal kell rendelkeznie minden más egyetemen is. Az elnevezés tehát a latin magister (tanár) szóból ered, a középkori céhmesterekhez nincs közvetlenül köze. A 15. századig a mester és a doktori fokozat nem volt megkülönböztetve. A fokozat megnevezése sokáig Magister artium volt, és csak a 19. században kezdték megkülönböztetni a természettudományos fokozatot Magister scientiæ néven.

## Magyarországi bevezetése
Magyarországon ezen a néven általánosan csak 2005-től, a bolognai folyamat keretében vezették be. A bevezetés célja az volt, hogy Magyarország is részese lehessen egy egész Európára kiterjedő egységes felsőoktatási rendszernek. Ezáltal könnyebbé vált az egyetemek közötti váltás, illetve a felsőfokú végzettségek egységes elismerése a résztvevő országokban.

## A mesterképzés folyamata
A mesterképzésre Magyarországon általában felvételi vizsga sikeres teljesítése esetén lehet bekerülni. A képzés – hasonlóan az alapképzéshez – félévekbe van szervezve. A mesterképzés hossza jogszabály által rögzítve van: általánosan minimum kettő, maximum négy félév, míg mesterképzésre épülő mesterképzés esetén két félév. A képzés végén (gyakorlatilag a képzés második felében, esetleg még korábban kezdve) diplomamunkát/szakdolgozatot/diplomatervet kell készíteni, és azt nyilvánosan, államvizsga keretében, bizottság előtt meg kell védeni. A vizsgabizottság dönt a mesterfokozat odaítéléséről, és a jelölt fokozatot igazoló dokumentumot általában később, ünnepélyes keretek között veheti át. A diplomavédés és a diploma átadásának konkrét lefolyása nagyon függhet az azt kibocsátó intézmény szabályaitól, hagyományaitól.
Ez a mesterfokozat felel meg a régi (osztatlan) képzési rendszerben adott egyetemi diplomának. A diploma megszerzése után a diplomás elhelyezkedhet a munkaerőpiacon, vagy jelentkezhet a doktori, PhD-képzésre is.

## Az MSc diploma hivatalos feltételei
A felsőfokú mester fokozatot olyan hallgatók kapják, akik:
A képzés során az ismereteket illetően bizonyították:
- tanulmányi területükön az ismeretek rendszerezett megértését és elsajátítását, illetve a többnyire tudományáguk vagy megszerzett szakmai tapasztalatuk ismereti határairól származó információk, felmerülő új problémák, új jelenségek kritikus feldolgozására való felkészültségüket;
- saját kutatásaikhoz vagy tudományos munkáikhoz szükséges, széles körben alkalmazható problémamegoldó technikák alapos megismerését;
- eredeti látás- és gondolkodásmódjukat a megszerzett tudás alkalmazásában és gyakorlati hasznosíthatóságában, valamint a problémamegoldó technikák felhasználhatóságában; továbbá a tudományág mélyebb összefüggéseinek megértéséhez és magyarázatához szükséges megfelelő információk beszerzésének eljárásaiban;
- a fogalmi gondolkodás és az absztrakció értő használatát, mely képessé teszi a végzettet
  - a tudományágban az aktuális kutatások és a tudományos munka kritikus értékelésére,
  - a különböző módszertanok értékelésére, önálló kritika kifejlesztésére és szükség esetén alternatív megoldások felvetésére.

Ismereteik alkalmazását illetően alkalmasak:
- rendszerszerűén és kreatívan új és összetett témakörökkel foglalkozni, a rendelkezésre álló adatok hiányosságai ellenére is a lehetőségek szerint helytálló bírálatot vagy véleményt megfogalmazni, döntést hozni, és az ebből adódó következtetéseket szakmai és nem szakmai közönség számára közérthetően bemutatni;
- a megoldandó problémák megértése és megoldása terén önálló tevékenységre és eredeti ötletek felvetésére;
- szakmailag magas szinten önállóan megtervezni és végrehajtani feladatokat;
- saját tudásukat magasabb szintre emelni, képzési területük belső törvényszerűségeinek megértését elmélyíteni és önműveléssel, önfejlesztéssel folyamatosan új képességeket kialakítani.

A szakmai attitűdök és magatartás terén rendelkeznek:
- olyan munkakörökhöz szükséges tulajdonságokkal és más területekre is átvihető ismeretekkel, valamint együttműködési készséggel, melyek megkövetelik
  - a kezdeményezés és személyes felelősség gyakorlását,
  - a döntéshozatalt összetett és előre kiszámíthatatlan helyzetekben,
  - a szakmai továbbképzéshez szükséges önálló tanulási képességeket;
- saját tevékenységük kritikus értékelésének képességével, valamint értékek kialakítására és megtartására törekvő céltudatos magatartással.